# Тарас Анатолій Юхимович
Анатолій Юхимович Та́рас (*1944, поблизу Гомеля) — білоруський фахівець із бойових мистецтв та самозахисту, військової справи, психолог, журналіст і письменник, видавець.

## Біографія
Народився в сім'ї кадрового офіцера радянської військової розвідки. У 1963-66 рр. служив в армії.
У 1972 році А. Е. Тарас закінчив філософське відділення Мінського університету; у 1979 — Академію педагогічних наук у Москві. У тому ж році захистив кандидатську дисертацію, присвячену злочинності підлітків і молоді. Потім кілька років працював у науково-дослідному інституті, де досліджував соціально-психологічні проблеми злочинності. Паралельно виконував обов'язки позаштатного інспектора кримінального розшуку. За успішну роботу на цьому терені отримав декілька винагород від керівництва МВС.
З 1984 року А. Е. Тарас займався прикладною психологією в рамках проектів, що виконувалися по замовленнях Міністерства оборони СРСР. Паралельно викладав психологію управління в Інституті підвищення кваліфікації керівних кадрів Білорусі, а також виконував впроваджувальні роботи на підприємствах воєнно-промислового комплексу. З 1991 року займається виключно редакторською і видавничою діяльністю.
З січня 1992 року видає журнал бойових мистецтв «Кемпо», що користується великою популярністю в країнах СНД і Балтії. Крім того, пише книги з проблем самозахисту і традиційних бойових мистецтв, історичні книги та довідники з військової техніки.

## Книги
- «Боевая машина»
- «Рукопашный бой СМЕРШ»
- «Боевые искусства. Энциклопедический справочник»
- «Вьетводао-вовинам: от начинающего к черному поясу»
- «Воины-тени: ниндзя и ниндзюцу»
- «Французский бокс сават»
- «Подготовка разведчика: система спецназа ГРУ»
- «Войны Московской Руси с Великим княжеством Литовским и Речью Посполитой в XIV—XVII вв.»
- «Анатомия ненависти. Русско-польские конфликты в XVIII—ХХ вв.»
- «История имперских отношений: Беларусы и русские. 1772—1991 гг.»